# Draculas Braut
Draculas Braut (französisch La Fiancée de Dracula), auch bekannt als Draculas lüsterne Schwestern, ist ein französischer Vampirfilm aus dem Jahr 2002 unter der Regie von Jean Rollin.

## Handlung
Auf der Jagd nach dem berüchtigten Grafen Dracula stoßen ein Professor und sein junger Assistent nicht nur auf obskure Wesen aus einer Parallelwelt und lüsterne Vampire, sondern auch auf die wahnsinnigen Nonnen des Ordens der weißen Jungfrau. Die Nonnen halten die hübsche Isabelle seit ihrer Kindheit gefangen, die von der Stimme Draculas heimgesucht und als seine zukünftige Braut auserwählt wird. Vorher jedoch müssen mehrere Rituale durchgeführt werden, damit das Erscheinen Draculas in der sogenannten Kammer der Uhren vonstattengehen kann. Die Hochzeit erfordert die Anwesenheit mehrerer „Parallelen“, magischer Kreaturen wie einer blassen, dünnen Vampirin, einer Menschenfresserin, einer Wölfin und eines Zirkuszwergs. Alle beschimpfen sich gegenseitig und die Nonnen Schwester Zigarre und Schwester Pfeife rauchen eine Zigarre bzw. eine Pfeife. Isabelle wird an einen Pfahl gebunden, um von der hereinbrechenden Flut ertränkt zu werden, die Parallelen und die Nonnen verstümmeln und töten sich gegenseitig, damit die Hochzeit stattfinden kann. Die „Parallelen“ stellen sich jedoch weiterhin dem Professor in den Weg, der versucht, Dracula zu besiegen und Isabelle zu retten.

## Veröffentlichung
Der Film wurde am 14. August 2002 in Frankreich uraufgeführt. In Deutschland wurde der Film am 4. Februar 2004 auf DVD veröffentlicht.

## Rezeption
- Lexikon des internationalen Films: „Eigenwilliger Vampirfilm mit fantastisch-skurrilen Figuren, Erotik und surrealistischem Dekor.“[2]